# Tahurwailis
Tahurwailis va ser rei dels hitites en una data desconeguda, propera al 1480 aC.

## Biografia
A la Proclamació de Telepinus es menciona un Tahurwailis i diu que era un dels germans de Huzziyas I, que sembla que va assassinar Tittiya i Hantilis, els fills més grans d'Ammunas, per tal de facilitar l'accés al tron de Huzziyas. Sembla que era fill del cap de la guàrdia reial Zuru, germà d'Ammunas, que va enviar a Tahurwailis, que en aquell moment era "cap de la llança d'or" un càrrec militar de la cort, a matar els fills del rei per afavorir Huzziyas. Tahurwailis va ser portat més tard davant el tribunal anomenat pankus, establert pel rei Telepinus, però la seva decisió, probablement la condemna a mort, el mateix Telepinus la va revocar, i el va desterrar a una granja de l'estat. Si era el mateix personatge que cap a l'any 1530 aC va matar Tittiya i Hantilis, el 1480 aC podria tenir prop dels 70 anys i el seu regnat degué ser curt.
No es pot determinar amb seguretat el moment en què va regnar ni a qui va succeir. El model de segell que utilitza sembla artísticament més allunyat del de Telepinus que el segell d'Alluwamnas. Era cosí de Telepinus, i descendent directe en línia masculina de Zidantas I. Tot sembla indicar que va succeir immediatament a Telepinus. No se sap si va arribar al poder després de la mort natural d'aquest o la va provocar ell mateix. Alguns autors el situen com a successor d'Hantilis II, del que es diu que havia mort sense descendència. Es va proclamar rei en contra de les indicacions de la Proclamació de Telepinus, que donaven preeminència a Al·luwamnas per ser el marit de la filla legítima del rei.
L'any 1969 es va trobar un document segellat amb la inscripció "Segell del Tabarna Tahurwailis, gran rei d'Hatti. Mort a qui canvii les seves paraules". El nom d'aquest rei es va veure confirmat per la troballa d'un tractat escrit en accadi on signava uns acords amb Shunashshuna, l'hereu del regne de Kizzuwatna, ratificant un altre tractat que havia acordat Telepinus.
No se sap si Tahurwailis va regnar fins a la seva mort o va ser destronat per Al·luwamnas. Segurament Al·luwamnas va recuperar el tron i devia fer desaparèixer de les llistes reials el nom de l'usurpador.